# Elvis: A Legendary Performer Volume 2
Elvis: A Legendary Performer Volume 2 è un album di raccolta del cantante statunitense Elvis Presley, pubblicato nel 1976.

## Tracce
- Side A

1. Harbour Lights (previously unreleased Sun master) – 2:35 (Jimmy Kennedy, Hugh Williams)
2. Interview with Elvis: Jay Thompson – 3:34
3. I Want You, I Need You, I Love You (previously unreleased alternate take) – 2:40 (Lou Kosloff, George Mysels)
4. Blue Suede Shoes (previously unreleased live version) – 1:37 (Carl Perkins)
5. Blue Christmas – 2:30 (Billy Hayes, Jay Johnson)
6. Jailhouse Rock – 2:25 (Jerry Leiber, Mike Stoller)
7. It's Now or Never – 3:12 (Eduardo DeCapua, Wally Gold, Aaron Schroeder)

- Side B

1. A Cane and a High Starched Collar (previously unreleased) – 2:40 (Sid Tepper, Roy C. Bennett)
2. Presentation of Awards to Elvis – 1:24
3. Blue Hawaii (previously unreleased live version) – 2:29 (Ralph Rainger, Leo Robin)
4. Such a Night – 3:36 (Lincoln Chase)
5. Baby, What You Want Me to Do (previously unreleased live version) – 1:44 (Jimmy Reed)
6. How Great Thou Art – 2:58 (Stuart K. Hine)
7. If I Can Dream – 3:14 (Walter Earl Brown)